# Fokker S.11
De Fokker S.11 Instructor is een eenmotorig lesvliegtuig van Fokker, met twee zitplaatsen en propelleraandrijving.
Het vliegtuig is voorzien van een Lycoming O-435-A boxermotor die een vermogen van 190 pk levert. De romp van het toestel is van staalbuis bekleed met linnen en de vleugel is van metaal. In dit tweede naoorlogse ontwerp van Fokker zitten de instructeur en de leerling naast elkaar. Bijzondere kenmerken van het vliegtuig zijn de grote cockpit en de geknikte poten van het landingsgestel. Achter de zitplaatsen bevindt zich ruimte voor bagage, een derde stoel of een extra brandstoftank van 114 liter.

## Ontwikkeling en productie
Het prototype, de PH-NBE, werd op 18 december 1947 door Gerben Sonderman ingevlogen.
Het lesvliegtuig werd gebruikt door de Koninklijke Luchtmacht en de Koninklijke Marine. Tevens werd het toestel aan Israël verkocht en in Brazilië in licentie gebouwd. De Braziliaanse Fokkers werden door de speciaal hiervoor opgerichte "Fokker Industria Aeronautica S/A" gebouwd met de aanduidding T.21. 
In Italië bouwde Aermacchi 178 exemplaren onder licentie als de Aermacchi M.416.
De Fokker S.12 is een doorontwikkeling van de Fokker S.11 en heeft een neuswielonderstel. Hiervan is in Nederland één prototype gebouwd.
Brazilië verwierf de licentierechten van dit toestel en bouwde na overname van het 50% Fokker aandeel in "Fokker Industria Aeronautica S/A" door de Braziliaanse staat in 1959 vijftig exemplaren met de aanduiding T.22. De order werd in 1962 voltooid.

## Uit dienst
De T-21 en T-22 zijn tot 1973 in dienst geweest bij de Braziliaanse Luchtmacht.
Brazilië doneerde 16 vliegtuigen aan andere landen: 8 aan Bolivia en 8 aan Paraguay. De Bolivianen kregen de registraties FAB-151 t/m FAB-158, de Paraguayanen werden geregistreerd als 0025 t/m 0039, maar gebruikt alleen de oneven nummers. Later werden de nummers 1-op-1 aangepast naar FA-025 t/m FA-039.
Na hun diensttijd zijn van zowel van de T-21 als van de T-22 een aantal toestellen terechtgekomen bij vliegclubs en musea.
De Israelische toestellen werden maar kort gebruikt: van 1951 tot 1957. Na hun diensttijd werden ze verkocht aan Bedek Aircraft Factory in Tel Aviv om door te verkopen op de militaire en de civiele markt. Deze toestellen werden zo de eerste die ter beschikking kwamen om door particuliere eigenaren te worden gevlogen. Enkele kwamen in Israel bij vliegclubs terecht. In 1959 kocht de Maastrichtse sport- en reclamevlieger Marcel Smeets een Israelische S-11 en vloog het toestel in zes dagen van Tel Aviv naar het toenmalige vliegveld Beek, nu Maastricht Aachen Airport. In juli 1959 werd de S-11, nu geregistreerd als PH-SIK, bij de Fokker fabriek op Schiphol-Oost aangeleverd voor een grondige inspectie. Het toestel verdween op 22 januari 1962 in het zuidelijk deel van de Noordzee.
In april 1962 werden nog twee S-11en vanuit Israel in Nederland ingevoerd, aangekocht door de heer Pilaar uit Zutphen. Ze werden in componenten naar een hangar op het vliegveld Teuge vervoerd met de bedoeling ze weer luchtwaardig te maken. Dat is echter nooit gebeurd, waarschijnlijk zijn ze als onderdelen verkocht en de resten verschroot.
De Italiaanse "Macchi's" werden tussen 1960 en 1965 geleidelijk aan uit dienst genomen. Vele werden als civiel toestel in gebruik genomen of zijn in Luchtvaartmusea beland.
De Nederlandse S.11 toestellen, in 1950 nog afgeleverd aan de Luchtstrijdkrachten (LSK), deden dienst tot 3 september 1973, toen de laatste groep van drieëntwintig van de negenendertig geleverde Instructors bij de Koninklijke Luchtmacht uit dienst werd genomen. De uitgefaseerde toestellen werden opgeslagen in een hangaar van het Depot Vliegtuigmaterieel op Gilze Rijen: negen S.11 toestellen van de Marine Luchtvaartdienst (MLD) die al in augustus werden afgedankt en veertien Fokkers van de Koninklijke Luchtmacht.
Van deze toestellen werd de E-22 naar het Militaire Luchtvaart Museum op Kamp van Zeist gebracht. De E-24 werd in bruikleen gegeven aan het toenmalige Aviodome en kwam naderhand in opslag bij de KLu Historische Vlucht. De resterende 21 werden, samen met 26 reservemotoren en 26 propellers, te koop aangeboden. De hele partij ging op 19 februari 1974 naar C. Honcoop uit Veen, en civiel geregistreerd in de PH-HOx-reeks. Uit zijn voorraad werden er een aantal in Nederland, België en Engeland verkocht.

## Gebruikers
- Boliviaanse luchtmacht: 8 vliegtuigen van Brazilië overgenomen.
- Braziliaanse luchtmacht: 150 vliegtuigen, waarvan 100 als S.11 (T.21) en 50 S.12 (T.22).
- Burma (Myanmar): een onbekend en onbevestigd aantal toestellen uit Israelische voorraad.[5][6]
- Ghana: een onbekend en onbevestigd aantal toestellen uit Israelische voorraad.[5][6]
- Israëlische luchtmacht: 41 vliegtuigen. De Israelische S.11s kregen in Nederland een registratie in de serie X-18 t/m X-57 toegewezen, deze waren tijdens de productie al op de vliegtuigen aangebracht. Eenmaal in dienst bij de Israëlische Luchtmacht werden de registraties 3101 t/m 3140 gevoerd.
- Aeronautica Militare: 180 vliegtuigen in licentie gebouwd als Macchi of Aermacchi M.416, 120 toestellen in Varese, de resterende 60 middels een sublicentie op een tweede productielijn in Napels.[3][4]
- Koninklijke Luchtmacht: 39 toestellen
- Koninklijke Marine - Marine Luchtvaartdienst: 9 overgenomen van de Koninklijke Luchtmacht
- Rijksluchtvaartdienst/Rijksluchtvaartschool: 3 toestellen, de enige die nooit in militaire dienst zijn geweest.
- Paraguayaanse luchtmacht: 8 van Brazilië overgenomen.

## Bewaard gebleven toestellen

### Brazilië
T-21

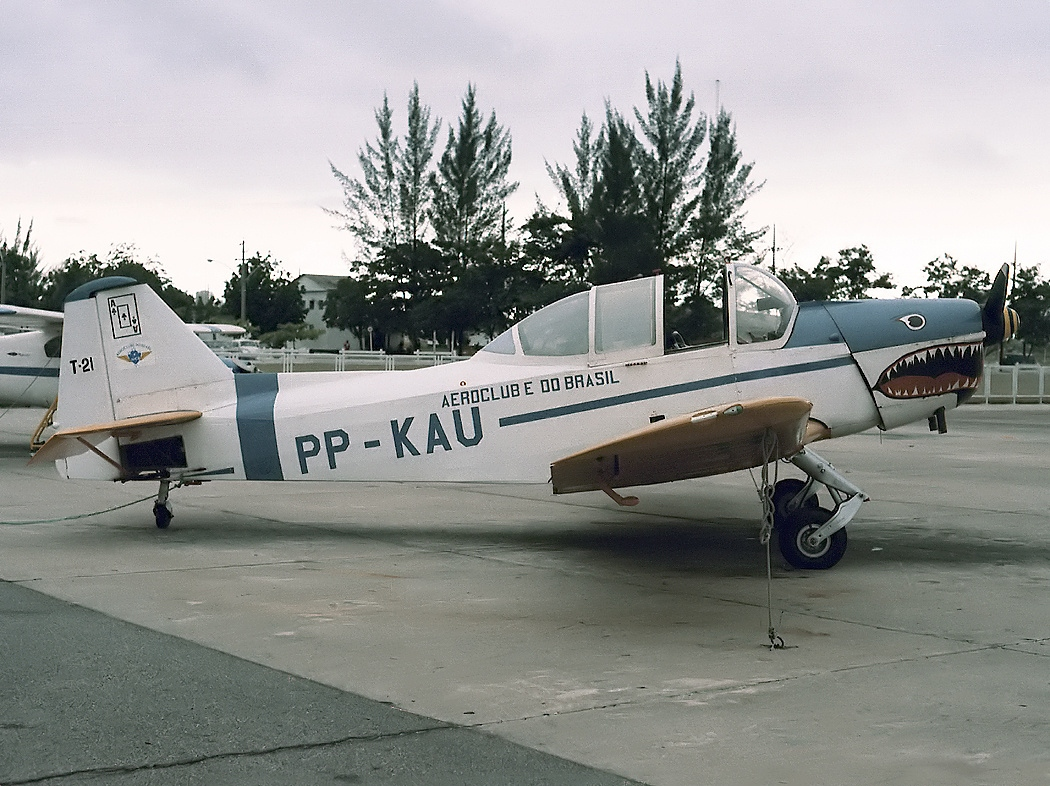
Fokker S-11 Instructor van Aeroclube do Brasil n 1984. Dit toestel is nu gerestaureerd naar zijn originele uitmonstering als 0710

- 0789 - Tentoongesteld in het Museu Aeroespacial (Braziliaanse Luchtmachtmuseum), Rio de Janeiro[7]
- 0710 - Tentoongesteld op de Academia da Força Aérea (Braziliaanse Luchtmachtacademie) [8]

### Israel
S.11
- X-05 (de voormalige 3137, ex-4X-ANC) staat tentoongesteld in het museum van de Israelische luchtmacht in Hatzerim

### Italië
Macchi M.416

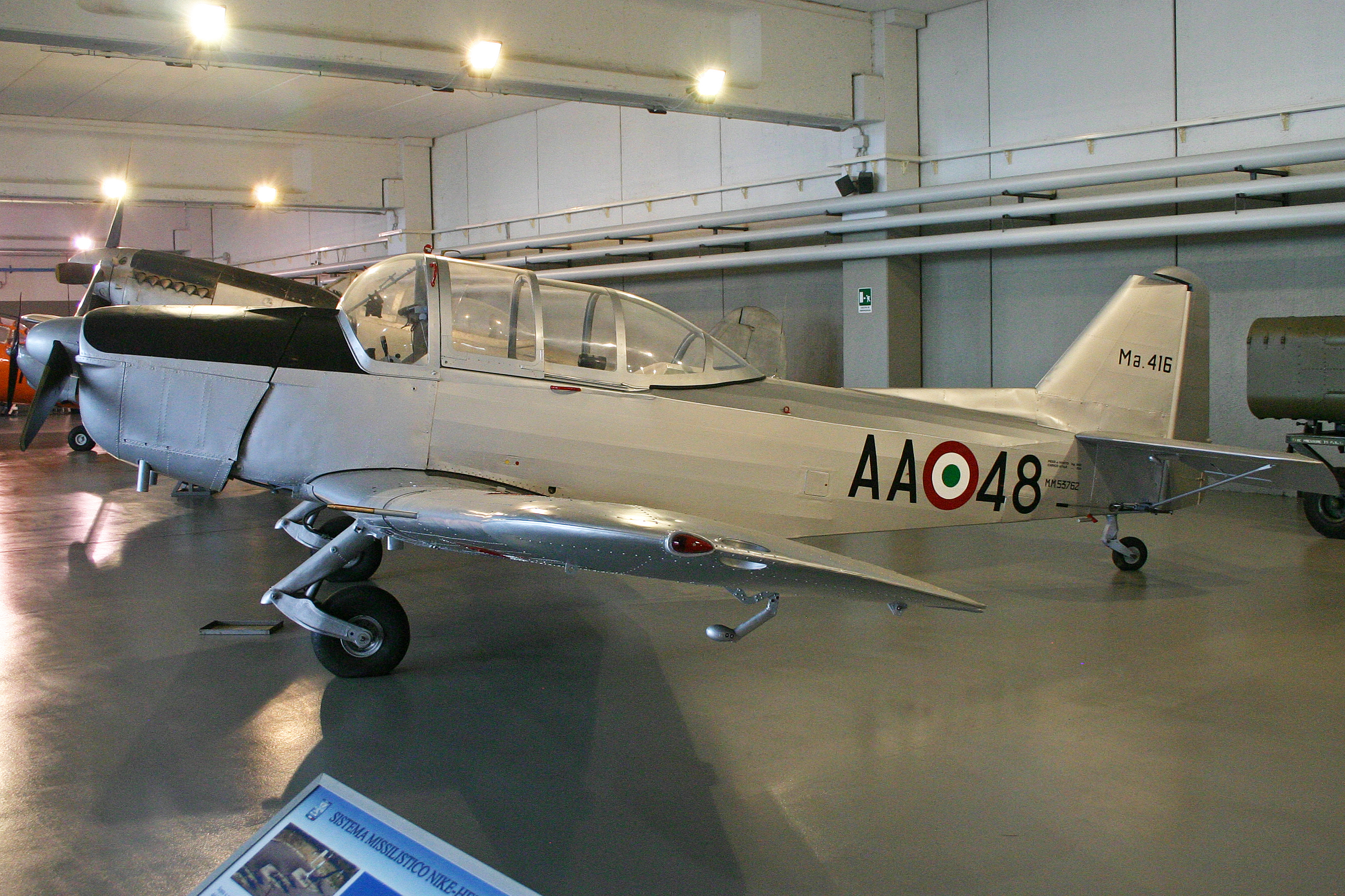
Macchi416 in het Historisch Museum van de Italiaanse Luchtmacht

- MM53762 - Tentoongesteld in het Museo storico dell'Aeronautica Militare di Vigna di Valle (Historisch Museum van de Italiaanse Luchtmacht in Vigna di Valle) als 'AA-48'[9]
- MM53194 romp, wordt gerestaureerd bij het Volandia Parco e Museo del Volo (Volandia luchtvaartmuseum)[10]

### Nederland
S.11

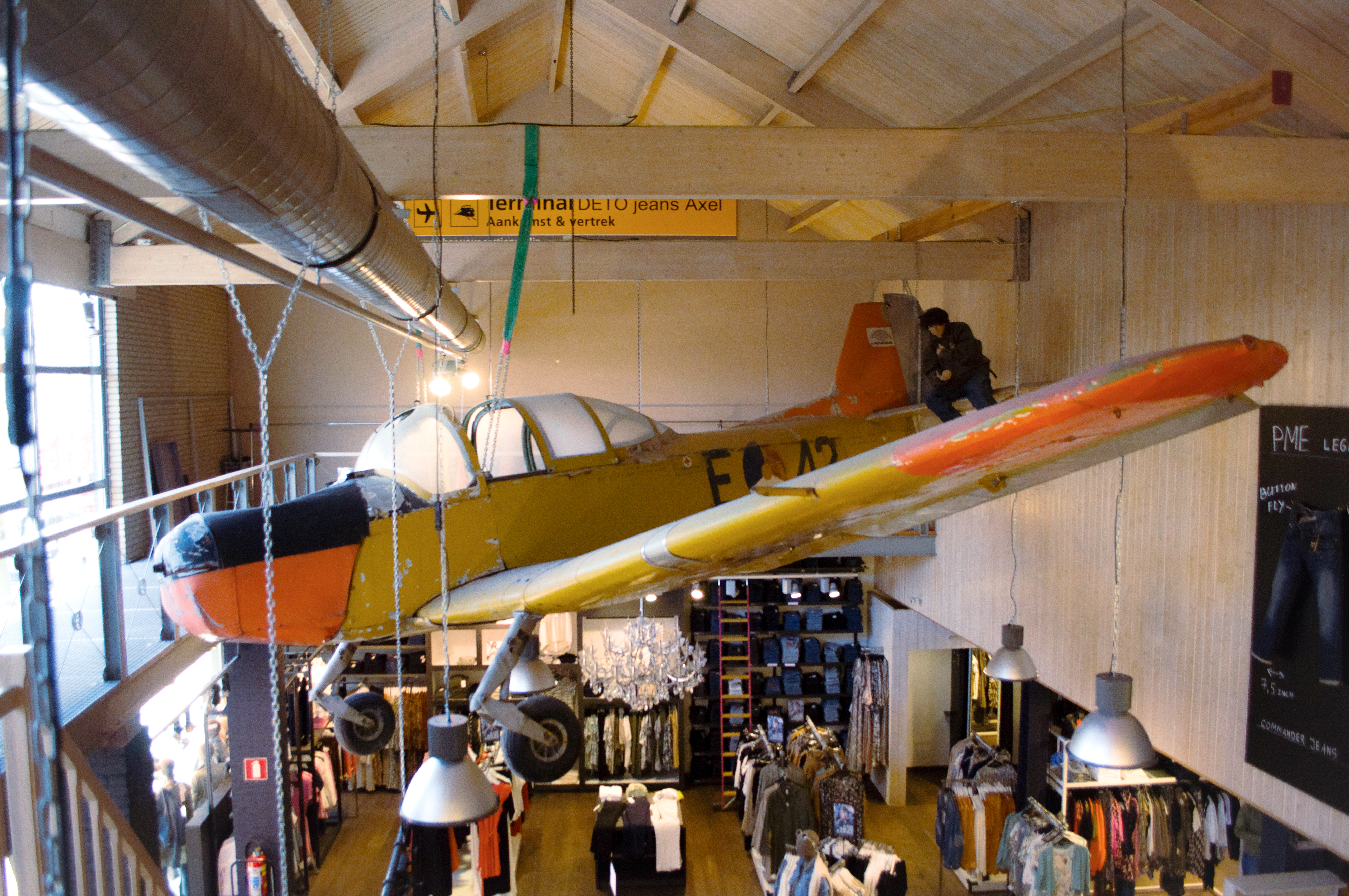
Fokker S.11 in Axel

- E-22 - tentoongesteld in het Nationaal Militair Museum[11]
- E-24 - opgeslagen in het Nationaal Militair Museum[12]
- PH-UET - Hangt in een militair kleurenschema en met de (nep-)registratie E-42 aan het plafond van Deto Jeans in Axel, Zeeuws-Vlaanderen. Het is de enig overgebleven S.11 die nooit in militaire dienst is geweest.

S.12

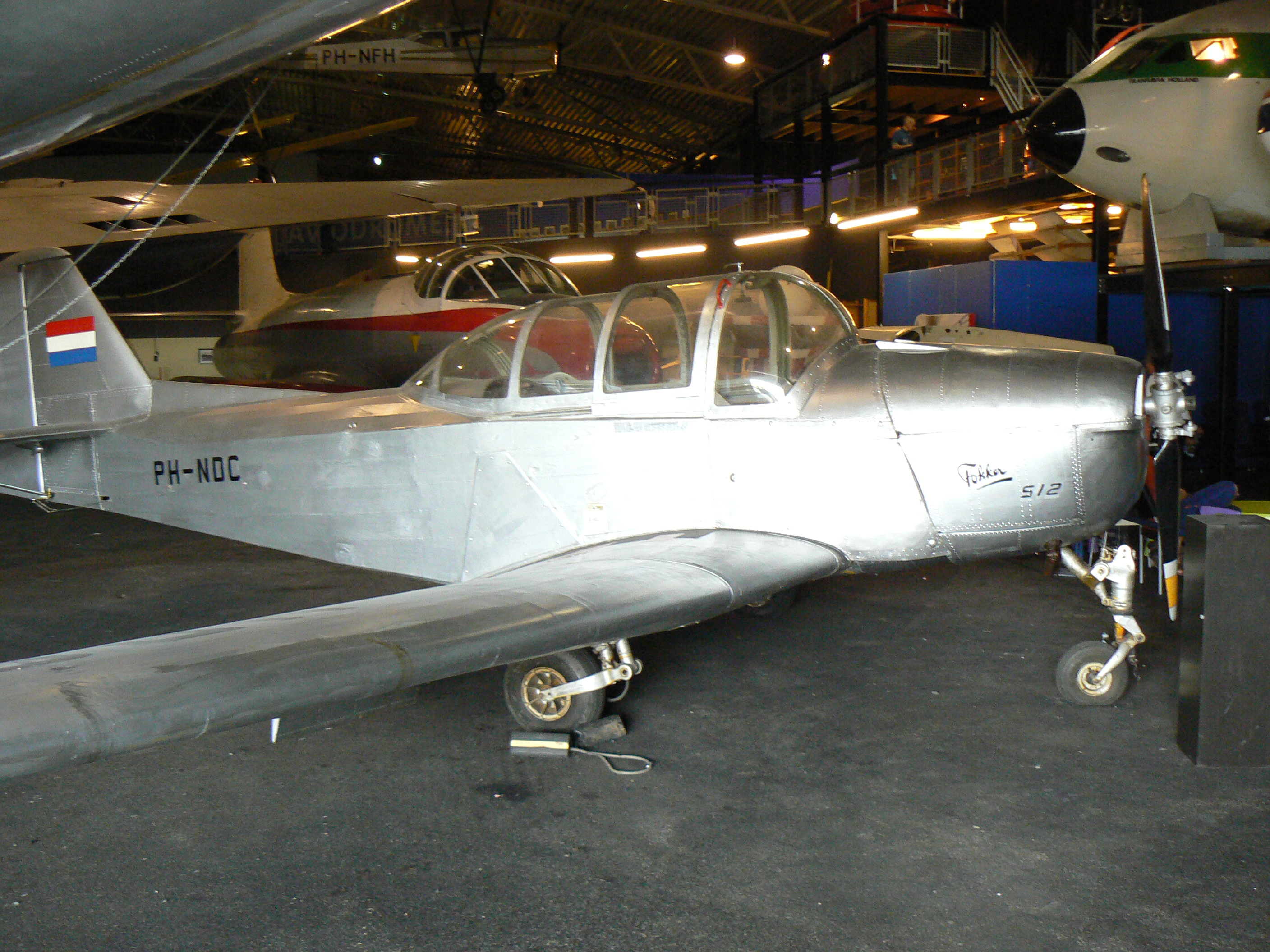
Fokker S.12 prototype PH-NDC in het Aviodrome, Lelystad

- PH-NDC tentoongesteld in het Aviodrome museum, Lelystad Airport.[13] Als het prototype S-12 droeg het toestel kort de militaire registratie E-41. In de 50er en 60er jaren diende het als testvliegtuig bij Technische Universiteit Delft, die het -door tussenkomst van het Nederlands instituut voor vliegtuigontwikkeling en ruimtevaart en haar luchtvaartontwikkelingsafdeling- gebruikten voor onderzoek met grenslaagafzuiging (boundary layer suction). Midden 70-er jaren werd het toestel uit dienst genomen en aan het Aviodome museum op Schiphol gedoneerd.[14]

## Bekende luchtwaardige toestellen

### Nederland
- E-14, E-27, E-29 en E-39 (allen civiel geregistreerde (respectievelijk PH-AFS, PH-HOG, PH-HOK en PH-HOL) ex-Koninklijke Luchtmacht (KLu) exemplaren).[15] Ook bekend als 'Stichting Fokker Four', een organisatie van vrijwilligers die een vloot van vier luchtwaardige Fokker S-11 'Instructor' toestellen onderhoudt en aan het publiek demonstreert tijdens verschillende airshows in Europa. De Stichting is ondergebracht bij het Luchtvaart-Themapark Aviodrome op de Lelystad Airport. Veel aktiviteiten van de Stichting worden dan ook in nauwe samenwerking met het Aviodrome uitgevoerd.[16]
- E-6, E-20, E-24, E-32 (allen civiel geregistreerde (respectievelijk ex-PH-HOE (opslag), PH-GRB, ex-PH-SII (opslag) en PH-HOI) ex-KLu exemplaren) and 197 (ex-Marineluchtvaartdienst, civiel geregistreerd als PH-GRY), vliegen bij de Luchtmacht Historische vlucht op Vliegbasis Gilze-Rijen[17]

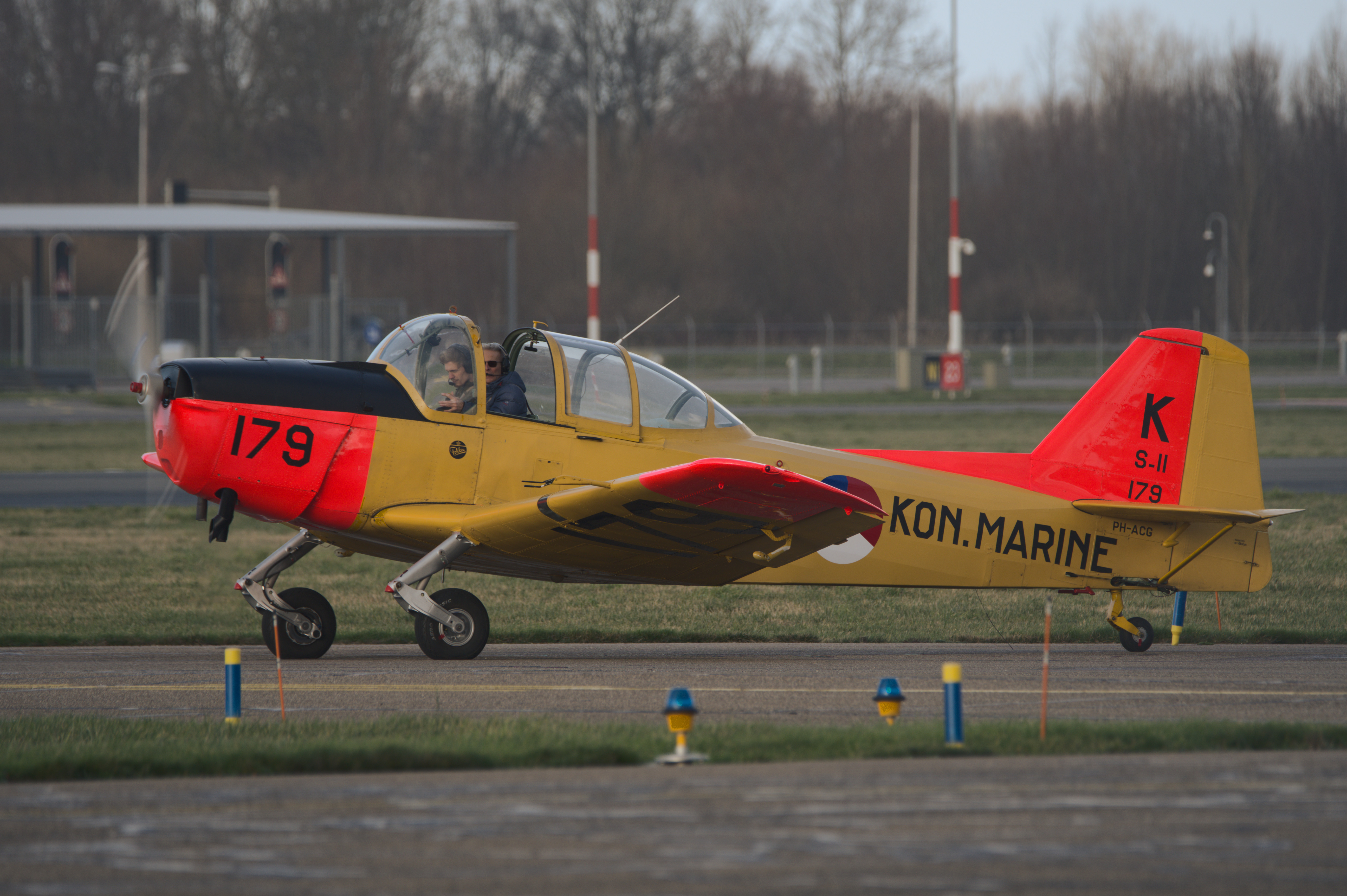
Fokker S.11 179/K in Marineluchtvaartdienst kleuren, Lelystad Airport

- 179/K (ex-Marineluchtvaartdienst, voormalige KLu E-36, civiel geregistreerd als PH-ACG) privé bezit, op Lelystad Airport[18] Dit toestel is gecrashed bij Vliegveld Teuge op 17 Juni 2023, wordt waarschijnlijk gerestaureerd.[19]
- E-15 (voormalig KLu toestel, Britse registratie G-BIYU, wordt geregistreerd als PH-NBE) op Lelystad Airport[20]
- E-25 (voormalig KLu-toestel, ex OO-LMC, nu geregistreerd als PH-SII) in restauratie op Lelystad Airport[21]

### United Kingdom
Van de oorspronkelijke drie Brits geregistreerde (maar oorspronkelijk ex-KLu) S.11s resteert er nog één:
- 174/K (ex-Marineluchtvaartdienst, voormalige KLu E-31, civiel geregistreerd als G-BEPV)[22]

### United States of America
- E-17, (voormalig KLu toestel, ex-OO-MCH, civiel geregistreerd als N17FK) eigendom van Nederlandse eigenaar Cor de Blij, sinds 1982 één van vliegers van een S-11 van de Fokker Four.
- E-11 (voormalig KLu toestel, civiel geregistreerd als N911J)[23] Privé eigenaar op CCB Cable Airport, Upland California.

## Vergelijkbare vliegtuigen
- De Havilland Canada DHC-1 Chipmunk
- Piaggio FW P 149 D
- Saab 91 Safir